# Jean-Baptiste Lemire
Pour les articles homonymes, voir Lemire.
Jean-Baptiste Lemire, né le 8 juin 1867 à Colmar (Haut-Rhin) et mort le 2 mars 1945 à La Flèche (Sarthe), est un compositeur français, auteur de valses, de marches et de polkas. Il a été chef d'orchestre.

## Biographie
Entré au conservatoire de Lyon le 24 octobre 1893, il reçoit un premier prix de flûte le 20 juillet de l'année suivante.
Il part à deux reprises pour des campagnes de guerre : du 24 avril 1897 au 13 juin 1900 à Madagascar et du 1er août 1901 au 19 août 1902 au Tonkin.
Il devient chef de fanfare le 15 juillet 1903.
Il a été chef d'orchestre dans les villes de Saint-Claude, Lyon, Morez, Amplepuis, Lalinde, Anould, Thonon-les-Bains, Le Châtelet...

## Liste des œuvres
Son répertoire compte une quarantaine d'œuvres. 
1. Acanthe,  scottish
2. L'Amplepuisien, allegro militaire
3. Belladone, polka pour cor
4. Bonheur perdu ?, ouverture
5. Bouvreuil, polka
6. Chatte blanche, polka
7. Claudinette, mazurka
8. Colmar,  marche
9. Courrier de l'orchestre, galop
10. Défilé, défilé
11. Érimel, polka solo pour flûte
12. Filon d'or,  valse lente
13. Grandes fantaisies sur des mélodies malgaches
14. Grégorinette, polka pour cor
15. Hommage aux vieux musiciens,  marche funèbre
16. Jeanne, valse
17. Jeannot, pas redoublé
18. Lélette, valse
19. Lisette, polka
20. Louise, valse
21. Marche américaine, marche
22. Marche exotique, marche
23. Marche des coloniaux, marche
24. Mélodie pour clarinette, solo pour clarinette
25. Nous n'irons plus aux bois (sur l'air connu)
26. La Morézienne, valse
27. Ouverture de concert, ouverture
28. Paulette, valse
29. Le Pépère, pas redoublé
30. Plaisir du changement,  polka
31. Ranali, marche
32. Religieux (Air) en mineur, religieux
33. Révélation, valse
34. Riri, polka
35. Rubis sur l'ongle, marche
36. Salut au Tonkin, défilé
37. Sautillant, défilé
38. Solo de concert, solo pour flûte
39. Solo pour flûte, polka solo pour flûte
40. Souvenir d'Alsace, valse
41. Tristesse, andante funèbre
42. Vie coloniale, habanera
43. Vie heureuse